# Die Geisha (Film)
Die Geisha (Originaltitel: Memoirs of a Geisha) ist ein US-amerikanisches Filmdrama des Regisseurs Rob Marshall aus dem Jahr 2005 mit Zhang Ziyi, Ken Watanabe, Michelle Yeoh und Gong Li in den Hauptrollen. Der Film basiert auf dem 1997 veröffentlichten Roman Die Geisha von Arthur Golden.

## Handlung
Japan, im Jahre 1929: Die neunjährige Chiyo lebt mit ihrer älteren Schwester Satsu und ihren Eltern in dem kleinen japanischen Fischerdorf Yoroido. Bevor ihre Mutter stirbt, verkauft der Vater Chiyo und Satsu an ein Geisha-Haus, eine sogenannte Okiya, in der alten Kaiserstadt Kyōto. Satsu wird jedoch nicht angenommen und stattdessen in ein Bordell in einem anderen Stadtteil geschickt. Chiyo, die mit ihren blauen Augen eine außergewöhnliche Schönheit zu werden verspricht, leidet unter der Trennung von ihrer Schwester und unter der grausamen Behandlung der Besitzer des Geisha-Hauses. Zu einer mit der Schwester verabredeten Flucht kann sie nicht erscheinen, ihrer Schwester gelingt jedoch die Flucht. Zudem wird ihr nun auch mitgeteilt, dass beide Eltern verstorben sind. Aufgrund ihres Fluchtversuches ist die Herrin der Okiya nicht mehr bereit, in Chiyos Ausbildung zur Geisha zu investieren. Fortan muss das Mädchen also ein Dasein als Dienstmädchen fristen. Ihre einzige Freundin ist „Kürbisköpfchen“, die ebenfalls zur Ausbildung in die Okiya geholt wurde.
Als Chiyo eines Tages traurig auf einer Brücke sitzt, wird sie von einem eleganten Herrn angesprochen und aufgemuntert; dieser kauft ihr eine Tüte süßes Eis. Er wird von zwei Geishas begleitet, die ihn „Direktor“ nennen. Während Chiyo ihr Eis isst und die beiden Geishas betrachtet, wird ihr klar, dass eine Geisha zu sein, etwas völlig Neues eröffnen kann. Sie beschließt, alles dafür zu tun, um eine Geisha zu werden und dem Direktor irgendwann wieder zu begegnen.
Im Winter, als Chiyo 15 wird, vereinbart die erfolgreiche Geisha Mameha mit der Besitzerin der Okiya, dass sie die Ausbildung von Chiyo übernehmen wird. Von nun an lernt das Mädchen alle künstlerischen und sozialen Fähigkeiten, die eine Geisha benötigt. Sie und ihre Freundin Kürbisköpfchen sind jetzt Rivalinnen, weil diese ihre Ausbildung unter der Leitung von Hatsumomo beginnt. Da Hatsumomo Mameha hasst, verbietet sie Kürbisköpfchen den Umgang mit Chiyo und die beiden Mädchen werden entzweit.
Wenige Monate später gibt Chiyo ihr Debüt als „Sayuri“ und lernt ein Leben voller Luxus, Privilegien, aber auch Intrigen kennen.
Außerdem macht sie die Bekanntschaft von einflussreichen Herren, wie Nobu Toshikazu, Dr. Krebs und dem Baron, dem Danna von Mameha. Wie sich herausstellt, ist der Direktor, den sie ebenfalls wiedertrifft, der berühmte Iwamura Ken, der zusammen mit Nobu die Firma Osaka Electrics leitet.
Als der Zweite Weltkrieg Japan erreicht, kann Sayuri dank der Hilfe von Nobu und dem Direktor in die Berge flüchten und lebt dort jahrelang als Stofffärberin bei einem Kimonohersteller. Nach Beendigung des Krieges bittet Nobu Sayuri um ihre Hilfe; damit sie ihm und dem Direktor einen Vertrag mit einem Geldgeber aus den USA ermöglichen kann, kehrt sie in die Okiya zurück, um wieder als Geisha zu arbeiten. Mit der Hilfe von Mameha, die als Vermieterin arbeitet, und Kürbisköpfchen, die viel mit Amerikanern zu tun hat, beginnt sie mit ihrer Aufgabe.
Trotz all der Jahre hat Sayuri ihre Liebe zum Direktor nicht aufgegeben, aber als Nobu ihr nun eröffnet, sich ihr bald als Danna anzubieten, fasst sie einen verzweifelten Entschluss: Sie muss Nobu dazu bringen, sie zu verachten und sich von ihr abzuwenden. Dies könne sie nur auf eine Weise erreichen: Sich dem Vertragspartner von Nobu hingeben, der bereits ein Auge auf sie geworfen hat.
Anstelle von Nobu sieht sie jedoch der Direktor und Sayuri spürt, dass nun alle Hoffnung dahin ist. Nobu jedoch hat trotzdem von allem erfahren und gibt Sayuri auf. Der Direktor erzählt Sayuri alles und am Ende gesteht er ihr seine jahrelange Liebe und eröffnet ihr, dass Mameha damals auf sein Geheiß zu ihr gekommen ist, um sie als Geisha auszubilden. Sayuri erzählt ihm, dass sie in der Vergangenheit alles nur getan hat, um ihm näher zu sein. Unter Tränen schließt der Direktor sie in seine Arme und gemeinsam gehen sie über eine Brücke in einem Japanischen Garten.

## Hintergrund
- Sowohl in Japan als auch in China hat der Film Proteste und Empörung ausgelöst. Grund hierfür war die Besetzung der japanischen Geisha-Rollen mit chinesischen Schauspielerinnen. Bei der Weltpremiere in Tokio war in der dortigen Presse von einem „Skandal“ die Rede. In China kam der Film erst gar nicht in die Kinos; die Synchronisation wurde abgebrochen. Der chinesische Regisseur Chen Kaige sagte dazu: „Eine Chinesin kann keine Geisha spielen, es ist eine traditionelle Figur der japanischen Kultur. (…) Aber vielleicht war es dem Regisseur egal.“ Besonders Zhang Ziyi als Darstellerin der Geisha sah sich in ihrer Heimat harscher Kritik und sogar Drohungen ausgesetzt, da einige Chinesen Japan noch immer als Erzfeind betrachten.[3]
- Weitere Kritik aus Asien an den US-amerikanischen Produzenten des Filmes war die willkürliche Besetzung der Rollen ohne Rücksicht auf die genaue Herkunft der asiatischen Schauspieler, was Ungemach und zuweilen Rassismusvorwürfe erzeugte, frei nach dem Motto „alle Schlitzaugen sehen gleich aus“.[4][5]
- Die Deutsche Film- und Medienbewertung (FBW) verlieh dem Film das Prädikat „wertvoll“.[6]
- Der im Film verwendete Begriff Hanamachi bezeichnet den Teil einer Stadt, in dem die Geishas leben. Okiya wird das Wohnhaus einer Geisha genannt.
- Arthur Golden, der Autor der Romanvorlage, verbrachte mehrere Jahre in Japan. Er soll von einem Treffen in Tokio inspiriert worden sein, bei dem er den unehelichen Sohn eines angesehenen Geschäftsmannes und einer Geisha kennenlernte. Bei der Recherche zu seinem Roman soll sich der Autor hauptsächlich auf die Erfahrungen der Geisha Mineko Iwasaki, einer guten Freundin seiner Großmutter, gestützt haben. Iwasaki war jahrelang eine bekannte Geisha für die japanische Oberschicht.
- Ursprünglich war die chinesische Schauspielerin Maggie Cheung für die Rolle der Mameha vorgesehen. Sie lehnte die Rolle allerdings ab: „Ich wollte nicht nach Hause kommen und die Leute sagen, ich hätte meine Kultur betrogen“, schrieb die Zeitung „Chongqing Shibao“.
- Da der Stadtteil Gion im heutigen Kyōto, in welchem die Handlung im Roman spielt, für die Verfilmung zu modern aussah, wurde ein historischer japanischer Stadtteil für die Dreharbeiten im kalifornischen Thousand Oaks errichtet.[7]
- Die Filmmusik von John Williams bestand aus zwei wichtigen Elementen: Sayuris Thema, gespielt auf einem Cello von Yo-Yo Ma, sowie das Thema des Direktors, gespielt auf einer Violine von Itzhak Perlman.[7]
- Der Regisseur nahm sich künstlerische Freiheiten bei der Darstellung der Geishas und stellte sie absichtlich modischer und moderner dar, anstatt sich streng an die historischen Vorlagen zu halten. Kostümdesignerin Colleen Atwood meinte: „Wir geben eher einen Eindruck von der Zeit, statt sie real darzustellen“.[7]
- Die Dreharbeiten fanden vom 29. September 2004 bis 31. Januar 2005 an verschiedenen Orten in Kalifornien und im japanischen Kyōto statt.[8]
- Die Produktionskosten wurden auf rund 85 Millionen US-Dollar geschätzt. Der Film spielte in den Kinos weltweit rund 162 Millionen US-Dollar ein, davon rund 57 Millionen US-Dollar in den USA und rund 8 Millionen US-Dollar in Deutschland.[9]
- Kinostart in den USA mit einer auf wenige Städte begrenzten Veröffentlichung war am 9. Dezember 2005, die landesweite Veröffentlichung begann am 23. Dezember 2005. In Deutschland kam der Film am 19. Januar 2006 in die Kinos.[8]

## Kritiken
„Dies ist ein Film für Auge und Ohr, nicht für Herz und Hirn.“

„Überfrachtete Bestselleradaption, in der Titelheldin Zhang Ziyi und ihre Kolleginnen Michelle Yeoh und Gong Li die einzigen Lichtblicke sind. [...] Rob Marshalls Japan-Ausflug ist zwar ein Design- und Farbenrausch bis in die letzte Kimonofalte. Wer vom Schicksal einer gesellschaftlich und sexuell unterdrückten Frau erzählt, sollte aber zwischen all den rosa fallenden Kirschblüten und anmutig trippelnden Mandelaugen-Schönheiten Platz für Tragik, Abgründe und Emotionen finden. Mehr als eine gediegen kitschige Illustration fürs gesetzte Publikum, das sich einen Prestige-Film pro Jahr gönnt, bringt Marshall jedoch nicht zustande: perfekt produziert, aber blutleer und steril. Da könnte es passieren, dass sich sogar Fans des Romans eine ketzerische Frage stellen: Warum, beim Buddha, ist dieses Filmprojekt nicht einfach in der Entwicklungshölle verschmort?“

„Der Fernostausflug von Rob Marshall […] ist ein Design- und Farbenrausch bis in die letzte Kimonofalte. Wer aber vom Schicksal einer gesellschaftlich und sexuell unterdrückten Frau erzählen will, sollte zwischen all den Kirschblüten und Mandelaugen-Schönheiten den Platz für Tragik, Abgründe und Emotionen finden. Mehr als eine gediegen-kitschige Illustration bringt Marshall jedoch nicht zustande: perfekt produziert (von Steven Spielberg), aber blutleer und steril. Und japanische Kritiker zürnten: Zhang Ziyi tanze, als wäre sie in einer Stripshow des heutigen Los Angeles. Fazit: Herausgeputzt, anmutig – aber oberflächlich.“

„Arthur Goldens internationaler Bestseller wurde mit Schönheit und Taktgefühl auf die Leinwand gebracht. (original: The mysterious world opened up to readers by Arthur Golden’s international best-seller has been moved to the bigscreen with beauty and tact)“

„Dies ist die Art von Hochglanz, nach der sich das traditionelle Filmpublikum wie auch die Mitglieder der Academy sehnen: eine Saga, die den Zuschauer in eine längst vergangene Zeit und an einen längst verschwundenen Ort führt und die Werte der alten Welt dem sich schnell ändernden gesellschaftspolitischen Bild des Japans des 20. Jahrhunderts gegenüberstellt. (original: This is the kind of high-toned polish that traditional movie audiences, as well as Academy members, crave: a saga that takes the viewer to a long-vanished time and place, pitting old-world values against the rapidly changing socio-political canvas of 20th-century Japan.)“

„Melodramatisch akzentuierter, solide gespielter Prunkfilm, der sich im emotionalen Wechselbad einer dramatischen Liebesgeschichte erschöpft. Inszenatorisch ein kruder Mix der Kulturen, der kaum Wert auf die Vermittlung fernöstlicher Gesellschaftsphänomene legt.“

## Auszeichnungen (Auswahl)
| Oscarverleihung 2006: - Bestes Szenenbild - Beste Kamera - Bestes Kostümdesign - nominiert in den Kategorien: - Beste Filmmusik - Bester Ton - Bester Tonschnitt British Academy Film Awards 2006: - Beste Filmmusik - Beste Kamera - Bestes Kostümdesign - nominiert in den Kategorien: - Beste Hauptdarstellerin – Zhang Ziyi - Bestes Szenenbild - Beste Maske Golden Globe Awards 2006: - Beste Filmmusik - Nominierung in der Kategorie Beste Hauptdarstellerin – Drama für Zhang Ziyi | Satellite Awards 2005: - Bestes adaptiertes Drehbuch - nominiert in den Kategorien: - Bester Film – Drama - Beste Regie - Bester Hauptdarstellerin – Drama (Zhang Ziyi) - Beste Nebendarstellerin – Drama (Gong Li) - Beste Kamera - Beste Filmmusik - Bestes Szenenbild - Beste Kostüme Screen Actors Guild Awards 2006: - Nominierung in der Kategorie Beste Hauptdarstellerin für Zhang Ziyi National Board of Review 2005: - Beste Nebendarstellerin (Gong Li) |